# 伯頓鎮區 (伊利諾伊州亞當斯縣)
伯頓鎮區（英語：Burton Township）是位於美國伊利諾伊州亞當斯縣的一個行政鎮區。

## 地方資料
根據2010年美國人口普查的數據，伯頓鎮區的面積為98.50平方千米，當中陸地面積為98.40平方千米，而水域面積為0.10平方千米。當地共有人口888人，而人口密度為每平方千米9人。